# Arthur Tansley

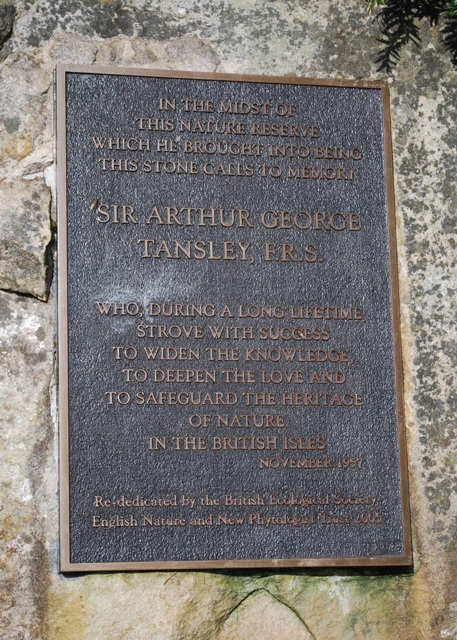
Tablica pamiątkowa w Kingley Vale

Sir Arthur George Tansley (ur. 15 sierpnia 1871, zm. 25 listopada 1955) – angielski botanik i ekolog, twórca terminu ekosystem (1935).
Studiował w University College London i w Trinity College (Cambridge), gdzie później wykładał. W latach 1927–1937 był profesorem botaniki w Oksfordzie. W roku 1902 założył pismo New Phytologist, którego był redaktorem naczelnym do 1931 r. Należał do grona założycieli pierwszego na świecie towarzystwa naukowego, od roku 1913 zajmującego się problemami ekologii – British Ecological Society. Był pierwszym prezesem tego stowarzyszenia, obchodzącego w roku 2013 100-lecie istnienia.